# Bafwasende
Bafwasende is een plaats in Congolese provincie Tshopo. Bafwasende ligt aan de rivier de Lindi.

## Geschiedenis
In 1964 werden zeven missionarissen van het Heilig Hart hier door rebellen omgebracht; zie: moordpartij Bafwasende 1964.

## Trivia
Het laaglandregenwoud rond Bafwasende is een van de slechts vier locaties ter wereld waar het knaagdier Lophuromys luteogaster wordt aangetroffen.